# Géographie des télécommunications
La géographie des télécommunications est une branche de la géographie étudiée depuis la fin du XXe siècle. Elle a réussi à s'imposer comme une étude reconnue dans ce domaine, malgré le scepticisme de la plupart des géographes dans les années 1980, période à laquelle cette branche a fait son apparition. Cette discipline est née en grande partie sous l'impulsion de géographes français.

## Histoire des télécommunications

### L'embryon (fin duXIXesiècle)
La première étude proche de la géographie des télécommunications fut à l'initiative de Friedrich Ratzel, géographe allemand de la fin du XIXe siècle.
Né en 1844 et décédé en 1904, il est un véritable penseur de l'espace ; fondateur de la géographie américaine, il perçoit l'enjeu de l'institutionnalisation de la géographie dans les universités et tente de définir et d'asseoir la légitimité de la discipline afin qu'elle ne soit pas mise à l'écart des autres sciences.
Ratzel est parmi les premiers géographes à lier l'espace et la distance. Il met en évidence cette liaison à partir des migrations qui se font dans l'espace nécessitant des distances à parcourir. Il écrit alors à ce propos : « Une théorie des distances (lehre) s'impose comme première nécessité pour la géographie si celle-ci veut être une science des dispositions (anordnungen) spatiales sur la surface terrestre (1882) ».
Selon lui, la circulation joue un rôle central dans la formation des villes et des nations, cette idée est inhérente dans trois travaux successifs (entre 1882 et 1903). Il définit alors la circulation comme le mouvement dans l'espace des personnes et des biens dans le but d'équilibrer par les échanges les ressources de la terre et des hommes. Il écrit dans ce sens, Politische Géographie (1897) « la signification géographique la plus importante de la circulation est la transmission de l'information ».
Il défend de cette manière, l'idée que les tendances spatiales modernes poussent à l'intégration d'étendues de plus en plus vastes dans un système. Pour Ratzel, l'Europe doit créer un grand espace commun pour garder son influence mondiale.

### Distinction des télécommunications (première moitié duXXesiècle)
Après le semis de Ratzel, aucune théorie n'éclot dans la discipline géographique et cela pendant près de 35 années. Cependant, les télécommunications n'ont jusqu'ici cessé de croître, et sont devenues le moyen de communication le plus répandu et le plus rapide. En effet, il faut attendre la théorie « des lieux centraux » de Walter Christaller en 1935, pour que les télécommunications retrouvent la dimension géographique évoquée par Ratzel. Certains chercheurs vont alors prendre en compte dans leurs recherches la circulation des informations comme Eugène Van Cleef, géographe américain, qui en 1937 dans son ouvrage majeur Trade centers and trade routes, met en évidence le rôle des télécommunications dans les relations centres / périphéries. Citons aussi, Henri Cavailles en 1940; puis Max Sorre en 1948 qui dans son ouvrage Les fondements de la géographie humaine distingue les communications de la pensée des autres formes de circulation, soit les transports de biens et personnes ; et écrit dans ce sens « nous voilà devant l'aspect le plus proprement anthropogéographique de la circulation, puisque la pensée est la marque de l'homme et sa communication le fait social par excellence » (chapitre transport de la pensée). Enfin, Harold Innis publie Empires and communications en 1950. Nous allons nous intéresser plus particulièrement à Walter Christaller, car si les études de Ratzel n'ont pas eu de suites, la théorie des lieux-centraux engendre le début d'un certain intérêt pour les télécommunications dans l'organisation de l'espace.

### La production de chercheurs isolés (années 1950-1960)
Après la théorie de Walter Christaller, on pouvait s'attendre à un intérêt croissant lié à la forte demande des politiques dans le domaine de la communication, durant la Seconde Guerre mondiale. Cependant, le milieu universitaire reste dans les clivages de la géographie humaine traditionnelle. Et au lieu d'assister à la véritable naissance d'un mouvement géographique, c'est la production de chercheurs isolés qui est prépondérante.
Jean Labasse, Les capitaux et la région et Le dispositif bancaire à la périphérie de la métropole montréalaise (1955).
Jean Labasse cherche à travers ses études, d'élargir l'approche de la vie de relations, par l'intermédiaire d'une géographie globale et synthétique. C'est ainsi, géographe rigoureux qu'il est, il relève l'importance du trafic téléphonique dans la vie de relations des villes. Dans sa recherche, il écrit : « on a cru la trouver dans l'orientation du trafic téléphonique au départ des centres urbains. Celui-ci, en effet, couvre l'intégralité des relations humaines et répond pleinement aux exigences objectives et quantitative d'une analyse en profondeur ». Six ans plus tard, en 1961, dans Essai de hiérarchisation des centres urbains français actuels, ministère de la construction (30 mai 1961), Étienne Juillard écrit que l'intensité du trafic téléphonique : « varie non seulement avec les besoins propres de la ville, mais avec ceux de sa zone d'influence dans tous les secteurs d'activités ». À travers ces deux ouvrages respectifs, les deux géographes mettent en évidence l'intérêt qu'il y aurait à fonder une géographie des télécommunications. Si aujourd'hui, le terme téléphone semble désuet par l'explosion des moyens de communications, durant ces dernières décennies (minitel, Internet, vision-conférences, etc.) Il faut donc apporter au terme de téléphone, une vision plus générale sous l'expression télécommunication qui prend en compte toutes les communications technologiques mais aussi les communications physiques.
François Cusey va lui aussi apporter à sa manière, son savoir à l'émergence d'une géographie des télécommunications. Dans Essai de délimitation régionale : l'exemple lorrain, Nancy, CREDES, éditions : Istra et Berger-Levrault, 1959 ; où il présente une cartographie de trois comptages annuels successifs (1957, 1958, 1959), il conclut que : « la grande similitude de ces trois cartes, qui se superposent presque parfaitement, ne peut être le fait du hasard ». Cette étude, révèle donc la permanence dans les flux de trafic téléphonique, et confirme l'existence d'une constance dans la communication téléphonique qui permet d'étudier les caractéristiques de cet espace par la communication téléphonique. De plus, cette étude autorise aux chercheurs de réaliser leurs analyses sur des petits nombres de comptages. En effet, les méthodes d'analyses des communications téléphoniques vont faire appel à des outils jusqu'ici peut utilisés, tel les graphes et les méthodes d'analyses factorielles ; car outre l'intensité de la vie de relations, les flux de télécommunications permettent de mieux comprendre la hiérarchie des pôles et l'articulation entre espaces.
De surcroît, cette réflexion sur l'articulation des espaces via les flux de circulation des communications permet de mettre en évidence des relations entre des espaces et des sous-espaces.
Cette méthode, qu'utilisent les trafics téléphoniques fut confirmée par Roland Schwab, qui dans le réseau urbain de l'Alsace d'après les statistiques téléphoniques, revue géographique de l'Est, 1968, numéro 2, où il écrit « les résultats que nous avons obtenus sont conformes à ce que Michel Rochefort avait trouvé par sa méthode ». « Les statistiques téléphoniques constituent un critère global permettant de saisir le réseau urbain dans sa totalité : centralité urbaine et influence exercée par les centres sur leurs environnements ». Pour illustrer ce raisonnement, Roland Schwab utilise l'indice de centralité mis au point par Walter Christaller, qui définit la centralité d'une ville par le nombre d'abonnés au téléphone de cette ville (Walter Christaller, Rapports fonctionnels entre les agglomérations urbaines et les campagnes, Congrès international de Géographie, Amsterdam, 1938, et Die Zentralen Orte in Suddeutschlan, Jena, 1933). Il en sort la formule suivante : Cc = tc – Pc × TR / PR (où  tc = nombre d'abonnés au téléphone du centre étudié ; Pc = population du centre étudié ; TR = nombre de téléphones de la région; PR = population de la région ; Cc : indice de centralité de la ville étudiée).
Roland Schwab utilise cette formule pour l'Alsace dans sa Contribution à l'étude des réseaux urbains par le critère des statistiques téléphoniques (DES, Strasbourg, juin 1966, p. 58) pour définir l'indice de centralité des villes de Sélestat et de Drulingen. Cet indice est controversé puisque le nombre de téléphones est un critère peu fiable, de plus la centralité des centres à fonctions industrielles peut être sous-estimée. C'est ainsi que Roland Schwab modifie les variables tc et TR. Au lieu, d'utiliser les téléphones du centre, il propose une nouvelle variable, celle tu trafic téléphonique total du centre ou de la région. Concernant la critique vis-à-vis de la sous-estimation de la centralité des centres à fonction industrielle, Michel Rochefort dans le réseau urbain de l'Alsace, thèse 1971, p. 351 et chap 2; souligne que les indices de centralité téléphonique peuvent-être très différents selon la fonction du centre qui peut concentrer des activités tertiaires ou bien des activités industrielles alors que leur capacité à organiser l'espace local est semblable.
En effet, les activités de services utilisent beaucoup plus le téléphone que les activités industrielles. C'est ainsi que Rochefort utilise l'exemple des centres de Bischwiller et de Wissembourg en Alsace pour illustrer ces propos. Pour des fonctions tertiaires semblables, Bischwiller a des fonctions industrielles plus importantes que Wissembourg ; alors que sa population est plus importante le trafic y est proportionnellement plus faible. Il est nécessaire d'utiliser la formule de Christaller lorsque l'on étudie des centres avec des activités socio-économiques comparables. Quant à Giacomo Corna-Pellegrini, il relève une autre limite de l'indice de centralité de Christaller dans Actualité de l'indice de centralité téléphonique, in l'Espace Géographique, 1978, no 1, p. 59 et s. Et écrit dans ce sens « on peut admettre que ce qui apparaissait, en 1933, comme un signe caractéristique de l'importance d'un lieu habité, l'Allemagne méridionale, ne peut certainement plus être considéré comme tel, dans le même territoire, après presque un demi-siècle de fort développement économique et technique; dont le niveau actuel de développement serait semblable à celui de l'Allemagne à l'époque considérée; mais cette affirmation doit être aussi démontrée. L'hypothèse doit donc être examinée avec prudence parce que l'introduction de nouvelles technologies de communications ou l'évolution plus générale des modes de vie pourrait avoir modifié le rôle de l'instrument téléphonique, et lui avoir donné une signification tout à fait différente ».
L'indice de centralité de Christaller apparaît donc aujourd'hui comme désuet car il semble nécessaire de changer certains éléments de la formule afin qu'ils soient plus pertinents comme, élargir le calcul de l'indice en ouvrant de manière plus importante le réseau des télécommunications, comme l'utilisation du réseau Internet.
De plus, les flux téléphoniques vont être utilisés pour définir l'influence urbaine, mais il est difficile de faire le lien car si les limites révèlent une notion précise, une zone d'influence est plus floue car cela fait appel à l'attraction qui s’estompe progressivement. On retrouve cette dichotomie chez les géographes puisque si Georges Chabot mène des études sur les grandes villes françaises à la fin des années 1950, il s’intéresse surtout à la précision des limites ; Roger Brunet dans une note de présentation de l'article de Marie-Claire Berthe, l'ère d'influence de Toulouse, in Revue de Géographie des Pyrénées du Sud-Ouest, Toulouse, 1962, p. 245-263 ; écrit « fixer une limite spatiale au rayonnement d'une ville, en une région qu'elle domine incomplètement…conduit évidemment à déformer un peu la réalité. On ne peut pas manquer d'évoquer à la fois les chevauchements d'influences, la rivalité entre grandes villes en certains lieux ; la concurrence des villes plus petites, qui ne sont pas seulement des satellites, et qui ont, de longue date, parfois de plus en plus nettement, une certaine autonomie ; la profondeur enfin, de l'influence de la ville sur sa région ».
Face à cet intérêt croissant de certains géographes envers la géographie des télécommunications, les principaux milieux géographiques internationaux vont s’intéresser à ce mouvement. En 1965, Louis-Marc Battesti et Gérard Galibert, font un article sur le service Télex du département de l'Hérault ; ils publient aussi une thèse sur les télécommunications.
En 1966, Albert Le Bars, soutient un diplôme d'études supérieures sur les flux téléphoniques en Bretagne. Ces recherches sont prolongées en 1967 par Roland Schwab, qui soutient un article sur les statistiques téléphoniques et les réseaux urbains.
Nous pouvons citer, des travaux anglo-saxons, ceux de : A.M BROOKS, G.L GREENBUG, R.F ABLER et H. PORTER.
Ainsi que des travaux scandinaves de : B. THORNGREN, ILLERIS et P. PETERSEN.

### Années 1970, établissement du courant «Géographie des télécommunications»
Les années 1970, vont donner une tout autre dimension à la géographie des télécommunications. Si Pierre George dans le dictionnaire de la Géographie (1970) note peu d'informations sur la géographie des télécommunications, il y a une explosion des analyses de celle-ci que ce soit en France ou à l'étranger, où de nombreuses thèses universitaires émanent sur la discipline. Mais cette explosion prend son essor à partir du choc pétrolier de 1973 où les télécommunications sont aperçues comme un moyen de réduire les déplacements et de structurer l'espace. À tel point qu'elle devient un enjeu politique à des fins socio-économiques. Jean Lecanuet, homme politique incontournable des années 1970 exprimera sont engouement envers le rôle des communications en ces termes « les communications de tout ordre sont l'une des conditions indispensables de l'aménagement du territoire et l'un des moyens efficaces pour lutter structurellement contre l'inflation (1978) ». La DATAR prend en considération le rôle des télécommunications dans l'aménagement du territoire (la 'Lettre de la DATAR' évoque même la mise "à égalité de fait" des différentes parties du territoire en septembre 1976).
Autre aspect, dit précédemment, qui engendre l'engouement pour la géographie des télécommunications, c'est son utilisation pour réduire les coups énergétiques dans une société frappée par le choc pétrolier. À cet égard, dans un article du monde du 22 février 1974, intitulé : les télécommunications, un substitut à l'énergie ?, Jacques Attali déclare : « un voyage d'affaire intercontinental consomme 10 fois plus d'énergie qu'une conversation de la même durée avec vidéo-téléphone ». De la même manière, il fait remarquer qu'avec 5 litres d'essence, on propulse une voiture pendant 50 kilomètres alors que la même quantité assure une vidéo-conférence de 60 heures.
Ces nouvelles considérations vont entraîner la naissance d'un courant d'études lié à la télécommunication dans les milieux géographiques. Les télécommunications deviennent au niveau tertiaire administratif, une transformation géographique urbaine. On assiste à l'ouverture d'une rubrique : « Télécommunications. Moyens d'informations » (la bibliographie géographique internationale. Malgré la faible évocation du sujet, dans un manuel de Paul Claval, la tendance est à une prise de conscience plus large de l'intérêt de ce type d'études, que ce soit dans le milieu universitaire, les instituts, les centres de recherches ou bien des services d'administrations nationales.
Des articles commencent à paraître dans les revues géographiques tels ceux de Christian Verlaque (sur le téléphone en Languedoc-Roussillon, Bull. de l'IDATE, 1979), de Henry Bakis (Téléinformatique et disparités régionales en France, L'Espace Géographique, 1975-2; Éléments pour une géographie des télécommunications Annales de Géographie, 1980).
Les années 1970, sont une période charnière, est la publication de Pierre Huet, Télématique et aménagement du territoire : Rapport à M.A Chadeau, délégué à l'Aménagement du territoire, Paris, la Documentation française, 1981, 95 p.
Nous pouvons aussi citer, la remarque de Jean Gottmann dans Mégalopolis and Antipolis : the telephone and the structure of the city datant de 1977 : « le rôle du téléphone dans l'évolution du mode de vie urbain a été important et peut encore augmenter ». Deux écoles s'affrontent en ce qui concerne l'interprétation du rôle joué par le téléphone sur l'organisation urbaine. La première, affirme que le téléphone encourage et aide la formation de mégalopoles, tandis qu'à l'inverse, la deuxième affirme que ce dernier favorise la dispersion géographique des lieux de travail et d'habitat.

### Années 1980 – 1990: affirmation et reconnaissance
Dans les années 1980, dans le cadre de la mondialisation, les télécommunications deviennent un outil majeur de la compétitivité des entreprises. L'accès rapide à l'information devient stratégique. Les télécommunications vont avoir alors un impact important sur la géographie des entreprises. En effet, les entreprises vont réorganiser spatialement leurs activités qui vont être de plus en plus externalisées, c'est ainsi que des milliers de kilomètres vont séparer les sièges sociaux situés la plupart du temps dans les pays développés et les entreprises de fabrications situées dans les pays émergents. L'augmentation du secteur tertiaire est un facteur important dans l'établissement dans la société du rôle prépondérant des télécommunications où la gestion des entreprises fait abondamment appel à cet outil. Et l'on assiste à l'informatisation massive des entreprises. Cela réduit densément les distances temporelles et nouvelles habitudes de communications vont émerger. C'est dans ce cadre que Henry Bakis soutient  une Thèse d’État et publie des synthèses sur ces sujets sous forme de Que sais-je? Comme l’a indiqué cet auteur "la géographie se conjugue aujourd'hui à la fois sur l'espace des kilomètres, de l’effort physique, du temps et des coûts et sur le géocyberespace (l'espace des réseaux de la communication électronique)"(1997). Les activités sont alors influencées non plus par la seule proximité géographique, mais par des interactions fréquentes et massives entre des espaces interconnectés. Les inégalités spatiales entre des espaces très équipés (technopôles, réseaux et nouvelles technologies, offre de services, concentration de personnels qualifiés voire très qualifiés) et les autres (ne disposant pas des réseaux les plus avancés) se creusent: on parle de fracture numérique. Sur cette question, il est nécessaire de citer Gabriel Dupuy, professeur à l’Université Paris 1 Panthéon Sorbonne, membre de l’Institut Géographique, et directeur du Centre de Recherche sur l’Industrie et l’Aménagement (C.R.I.A). Promoteur de l'étude des réseaux, il consacre une partie de ses recherches à la problématique de la fracture numérique, en étudiant le cas clinique de Saint-Pierre et Miquelon, en mettant en avant des comparaisons internationales, afin de définir des politiques adaptées. C’est également autour des questions de politiques que travaille Philippe Vidal qui s’intéresse notamment à la capacité des exécutifs locaux à intégrer la question des TIC dans leurs stratégies de développement économique et social.
Face à cette prépondérance des télécommunications dans la société, il faut attendre 1987 pour assister à la création d'une revue géographique propre aux télécommunications par Henry Bakis, d'abord dans le cadre du Centre National des Télécommunications (Issy-les-Moulineaux)et du Comité National Français de Géographie (CNFG), puis à l'Université de Montpellier III où il est élu professeur en 1995. Cette revue publie notamment les travaux de la Commission spécialisée de l'Union Géographique internationale (UGI) créée dès 1984 et de la commission spécialisée du CNFG (association fondée en 1920 par l'Académie des sciences, France). Netcom, revue inscrite sur la liste de référence de l'AERES (Agence d'évaluation de la recherche et de l'enseignement supérieur) publie en français et en anglais des articles traitant de dimensions situées à l'articulation entre les réseaux de communication et les territoires, et fait appel à des auteurs de plusieurs disciplines (géographie, aménagement, sociologie, Information et communication, etc.).

## Les géographes français
Les géographes français  sont parmi les premiers à étudier les télécommunications, dans leurs articles, thèses et Habilitations à Diriger des Recherches (HDR). On s'en rendra compte à travers les thèses et HDR soutenues établissant un lien entre télécommunications et espace géographique. La première thèse soutenue sur le sujet est celle d'Henry Bakis, en 1983, intitulée Télécommunications et organisation de l'espace, qui tente de faire reconnaître cette spécialité comme une branche de la géographie. Les thèses soutenues par la suite abordent plusieurs thématiques et approches différentes. Leur nombre est relativement limité en comparaison d'autres domaines d'études

### Thèses et HDR
- Télécommunications et organisation de l'espace, Henry Bakis, Th. d'État, Paris I-Panthéon Sorbonne, 1983
- Flux téléphoniques en Alsace, Claude Lewon, 1985
- Un pays à reconnaître. Territoire local et communication, Jean-Charles Msellati, 1989
- Du téléphone aux nouvelles technologies: implications spatiales et spatiales des réseaux de télécommunications au Brésil, Tamara Benakouche De Moura, Paris XII-Créteil, 1989
- Contraintes de développement et nouvelles stratégies d'aménagement montagnard: utilisation des nouveaux moyens de communication: exemple du Beaufortain, Olivier Pasquer, 1990
- Les réseaux de télécommunication et l'organisation territoriale et urbaine au Brésil, Leila Christina Duarte-Dias, Paris XII-Créteil, 1991
- La territorialisation des systèmes d'information et communication et les acteurs de la sphère publique locale: le cas de Toulouse et de sa région, Emmanuel Eveno, Toulouse, 1991
- Géographie des médias, Jacques Barrat, Paris, 1991
- Les lieux représentés : géographies médiatique et sociale, Jean-Pierre Montalieu, 1994
- Contribution à l'analyse des échanges interurbains: modélisation des flux téléphoniques entre les villes françaises, Pascal Gillon, Besançon, codir. H. Bakis, 1997
- Projets de villes et politiques municipales de communication: le cas de Marseille, Montpellier, Nice, Dominique Chevalier, 1998
- Les politiques publiques de développement local centrées sur les technologies d'information: de l'élaboration à la mise en œuvre en France et dans l'Union Européenne, Marie-Ange Saliceti, Montpellier, 1998
- Enjeux de l'appropriation sociale des technologies de l'information géographique pour l'aménagement territorial, Stéphane Roche, 1999
- La refondation territoriale: concepts et mise en application dans les Pyrénées centrales, Laurent Despin, 2000
- Paysage, identité régionale : les représentations télévisuelles des territoires dans l’arc méditerranéen, Sophie Clairet, 2000[4]
- Exogéographie politique des autoroutes de l'information. Globalisation de la communication et mutation du « système-monde », Alexis Bautzmann, 2001
- La société urbaine de communication, Emmanuel Eveno, Toulouse, HDR, 2001
- Le rôle des réseaux et des territoires dans la diffusion des NTIC dans les PME-PMI. Comparaison Haute et Basse-Normandie, Anne Frémont-Vanacore, Le Havre, 2002
- La région face à la société de l'information. Le cas de Midi-Pyrénées et de Poitou-Charentes, Philippe Vidal, Toulouse, Dir. Alain Lefebvre, E. Eveno, 2002
- Désenclavement et technologies d'information et de communication en moyenne montagne française: l'exemple du Massif Central et de ses bordures, Denis Garcia, Montpellier, Dir. H. Bakis, 2003
- Le déploiement des réseaux électroniques en Afrique francophone. Enjeux et stratégies, Eric Bernard, Montpellier, Dir. H. Bakis, 2003
- Les sites web, marqueurs et vecteurs de dynamiques spatiales et économiques dans l'espace méditerranéen français, Marina Duféal, Avignon, Dir. L. Grasland, 2004
- Télécommunications et développement en Afrique: le cas de la Côte d'Ivoire, Alain-François Loukou, Montpellier, Dir. H. Bakis, 2005
- Regard géographique sur le paradigme numérique: technologie de l'information et de la communication, espace, territoires, Bruno Moriset, HDR, Lyon, 2005
- Des technologies et des territoires, Gilles Puel, Toulouse, HDR, 2006
- Les politiques régionales à l'épreuve du haut débit: enjeux, stratégies, impacts, Charlotte Ullmann, Paris I, 2006
- Télécommunications et l'espace économique et socio-culturel: l'enjeu ? Cas de l'espace tunisien, Adel Ben Hassine, Montpellier, Dir. H. Bakis, 2008
- Nouvelle appropriation de l'espace et essor d'une « néogéographie ».Usages géographiques du cyberespace, Jérémie Valentin, Montpellier, Dir. H. Bakis, 2010

### Les thèses s'intéressant aux activités économiques touchant au domaine des télécommunications
Ces thèses sont très peu nombreuses. Emmanuel Eveno en fait la liste.
- Les industries informatiques électriques et électroniques en Île-de-France. Contribution à l'étude des industries de haute technologie dans une métropole centrale, Laurent Carroué, 1988
- Éléments d'une approche synthétique à la localisation industrielle. Une application à l'industrie des semi-conducteurs, Isabelle Geneau de Lamarlier
- Le système mondial de l'informatique: acteurs et enjeux, Daniel Weissberg, Toulouse, 1991
- La diffusion des hautes technologies en France. Un modèle de diffusion des activités à haute technologie, Jacques Fache, Nice, 1996
- Système d'information et implantation spatiale des grandes entreprises, Marc Lestrade, Paris IV-Sorbonne, 1999

### Les télécommunications comme outils de production de données géographiques
En effet, Emmanuel Eveno recense 106 thèses en 2004 et HDR qui utilisent des outils entrant dans la catégorie des télécommunications afin de produire des données géographiques; en voici une liste réduite, à laquelle sont rajoutées trois thèses plus récentes:
- L'utilisation de la télédétection à la mise en valeur d'un delta: l'exemple de la Camargue, François Gagnier, 1984
- Photogrammétrie et télédétection dans le domaine de l'aménagement du territoire en Iran: problème de l'eau, Gholan Shamlou, 1985
- Les relations entre migrations internes, urbanisation et activités économiques au Mexique, de 1959 à 1980: utilisation de traitements graphiques, de l'information sans ordinateur, Jacques Dorselaer, 1985
- Contribution à la mise au point d'un logiciel de traitement d'images de télédétection sur micro-ordinateur, Deshen Xia, 1987
- Conception et réalisation d'un Système d'Information en Géographie, Thierry Besson, 1990
- Le traitement des données spatialisées par stations géomatiques, Jean-François Baby, 1991
- Du point à la ligne: extraction des linéaments sur une image numérique, applications cartographiques et géographiques, Renzhong Guo, 1991
- Suivi des unités de paysage dans une région soudano-guinéenne à l'aide des données de télédétection, Cheick Hamallah Diakité, 1993
- Télédétection et combinaison d'informations géographiques en mode image : application à l'aménagement de l'estuaire de la Seine, Alban Bourcier, 1994
- Application de systèmes d'informations géographiques à l'élaboration d'un schéma directeur: cas de la ville de Chonburi (Thaïlande), Suthinee Dontree, 1994
- L'aménagement du Piémont andin et des Llanos occidentaux au Venezuela: utilisation d'enquêtes sociales et d'images satellitaires, Jésus Arnaldo Perez, 1995
- Réalisation d'une carte géomorphologique à 1/250 000 (feuille de Rouen) et d'un système d'information géographique associé, Anne Rollin Guieysse, 1997
- La surveillance du trafic maritime en Méditerranée; l'apport de l'imagerie satellite à une analyse géographique et géopolitique, Mélanie Fournier, Montpellier, codir. H. Bakis, 2012.

## Les géographes asiatiques de la télécommunication
Beaucoup de géographes on étudiés le développement et l'importance des TIC en Asie. pour des raisons pratiques, les citer tous ne serait pas possible, il est donc pertinent de s'intéresser à quelques géographes principaux. Il y a notamment beaucoup de géographes français qui s'intéressent à la question des TIC en Asie comme Clarisse Didelon et sa thèse « Une nouvelle route de la soie? Utilisation des moyens de télécommunications dans les entreprises de filière de la soie en Inde. » Son étude, axée sur le rapport entre les TIC et développement de l'industrie en Inde permet un certain développement social, mais aussi urbain en fonction de la disposition des axes de communication sur la route de la soie. On peut également citer le géographe allemand Karlheinz Hottes pour ses travaux sur les télécommunications en Malaisie et Singapour (Netcom, 1991). Le géographe Laurent Carroué, géographe spécialiste de la mondialisation s'intéresse brièvement au développement des TIC  en Asie. Comme autre géographe français, citons Gilles Puel, maître de conférence en géographie et aménagement de Toulouse a dirigé une étude sur les TIC en Chine dont un article a été paru dans la revue L'Espace Géographique, dans le numéro de janvier 2009. Cet article analyse comme une construction sociale la régulation publique des cybercafés en Chine et ses dynamiques spatiales. Trois études empiriques sur cinq métropoles dont Shangai, Hong Kong, ou encore Pekin montrent comment l’articulation des politiques de régulation avec le jeu des acteurs locaux modèle le marché des cybercafés en concourant à sa segmentation. Ces jeux d’acteurs ont une traduction socio-spatiale qui produit la géographie urbaine des cybercafés; ils soulignent le grand rôle des usagers dans la construction de cet écosystème. Il y a donc aussi le thème de Géographie spatiale à prendre en compte avec la diffusion des TIC sur Internet. On signalera deux numéros de la revue Netcom consacrés à la Chine (Ed. Becky Loo, 2002)  et à l'Inde (2009).

### Influence de la géographie critique dans l'étude des TIC en Asie
L'influence de la géographie critique dans cette étude est très pertinente, tout d'abord due au caractère assez humaniste des études menées. Le géographe chinois Yi-Fu Tuan s'était intéressé au sentiment et aux relations des peuples entre eux et avec leur milieu. On peut donc dire que les possibilités des TIC de rapprocher les hommes mais aussi de mieux connaître leur milieu est une donnée qui complète le travail de Yi-Fu Tuan. Enfin de par la conception politique de certains pays, comme la Chine, l'étude des TIC en Asie doit prendre en compte le facteur idéologique, c'est pour cela que l'influence, par exemple de l'idéologie marxiste est un facteur déterminant quand on aborde ce thème.

### L'existence d'autres géographes sur cette étude mais également des chercheurs possédant d'autres compétences
Bien qu'il existe un certain nombre de géographes asiatiques et étrangers, il est impossible de tous les citer. Cependant les géographes ne sont pas les seuls à s'intéresser à la question des TIC en Asie. Par exemple, Mme  Tian Belawati, économiste et éducatrice indonésienne, est l'une des chefs de file de l'étude et de la révolution des TIC et du télé-apprentissage en Asie. Mme Belawati possède un diplôme en économie agricole du Bogor Agricultural Institute, en Indonésie, une maîtrise en éducation (notamment en Géographie) de l'Université Simon Fraser et un doctorat en éducation de l'Université de la Colombie-Britannique. Elle occupe maintenant le poste de vice-rectrice des études à l'Université Terbuka (UT), une université indonésienne chargée d'assurer le téléapprentissage dans cet immense pays. Depuis près de dix ans, elle dirige la recherche sur les TIC et leurs applications pour le téléapprentissage en vue de développer une interface de meilleure qualité pour les étudiants indonésiens et d'améliorer les résultats en matière d'apprentissage. Elle affirme que sa seule motivation est d'aider les étudiants à mieux utiliser les médias disponibles.
Mme Belawati considère le rapide développement de logiciels libres pour l'éducation au cours de la dernière décennie comme l'une des plus importantes évolutions dans le domaine des TIC au service du développement. « Cela nous a permis d'explorer, d'expérimenter et de mettre en place des environnements propices à l'apprentissage axés sur les TIC sans avoir recours à de trop gros investissements financiers ». La part de l'éducation est donc intimement liée au développement des TIC en Asie du Sud-Est, ce qui implique donc une démarche de géographie critique et radicale en sus d'une géographie purement économique et statistique.

## Conséquences spatiales des télécommunications

### Désenclavement
La présence des réseaux permet un certain désenclavement de certains espaces géographiques, notamment des régions rurales marginalisées (mais aussi à certains espaces enclavés de ces régions).

### Aggravation des disparités spatiales
Contrairement à ce que supposaient certains futurologues, les télécommunications n'ont pas supprimé les disparités spatiales. Paradoxalement, elles tendent à renforcer l'hétérogénéité spatiale par la multiplication des infrastructures et des types de réseaux et services (notamment les plus nouveaux et les plus coûteux) dans les métropoles. Elles contribuent à la polarisation et au développement de la métropolisation. Ce qui peut paraître pour un paradoxe s'explique pourtant logiquement: concentration des hommes, des activités, des besoins solvables; accès aux réseaux à moindre coût pour les établissements économiques dans des lieux (téléports, technopôles) où sont regroupés les moyens techniques, et, pour les particuliers, dans des espaces denses. 

#### Les zones d'ombres
On s'en rend compte à l'examen des  zones d'ombres (dites aussi zone blanche) qui subsistent à cause des conditions de site ou des politiques des opérateurs : le service n'y est pas garanti.

### Développement des communications mondiales
L'utilisation des télécommunications et notamment de la téléinformatique et de l'internet dans les entreprises et organisations a contribué à la mondialisation. Les entreprises transnationales par exemple ont pu renforcer les liens fonctionnels entre leurs établissements, et même concevoir des modes d'organisation et de fonctionnement différents.

### Incidences géopolitiques
Les développements techniques en matière de télécommunications et de moyens d'observation ont des effets (à toutes les échelles) sur l'information à la disposition des décideurs, les États notamment.

### Mise en réseau
Développement des réseaux sociaux  et économiques .